# موشيه شويرتزر
موشيه شويرتزر (بالعبرية: משה שווייצר‏) هو لاعب كرة قدم إسرائيلي في مركز الوسط، ولد في 24 أبريل 1954 في تل أبيب في إسرائيل. لعب مع نادي مكابي تل أبيب.

## وصلات خارجية
- موشيه شويرتزر على موقع قاعدة بيانات كرة القدم.إي يو (الإنجليزية)
- موشيه شويرتزر على موقع ناشيونال فوتبول تيمز (الإنجليزية)
- موشيه شويرتزر على موقع عالم كرة القدم.نت (الإنجليزية)
- موشيه شويرتزر على موقع أوليمبيديا (الإنجليزية)